# Brachionus quadridentatus
Brachionus quadridentatus is een soort in de taxonomische indeling van de raderdieren (Rotifera). 
Het dier behoort tot het geslacht Brachionus en behoort tot de familie Brachionidae. De wetenschappelijke naam van de soort werd voor het eerst geldig gepubliceerd in 1783 door Hermann.